# Lugo di Vicenza
Lugo di Vicenza là một đô thị tại tỉnh Vicenza ở vùng Veneto, Ý.
Đô thị này có diện tích 14 km2, dân số là 3706 người (thời điểm 31 tháng 12 năm 2004). Thị trấn nằm ở phía đông tỉnh lộ SP349.